# Wernberg
Wernberg är en ort och kommun  i Österrike. Den ligger i distriktet Villach-Land i förbundslandet Kärnten, 250 km sydväst om huvudstaden Wien. 
Kommunen består av 24 orter (Ortschaften) (inom parentes invånarantal 1 januari 2024):

- Damtschach (276)
- Dragnitz (75)
- Duel (212)
- Föderlach I (1 026)
- Föderlach II (62)
- Goritschach (401)
- Gottestal (186)
- Kaltschach (523)
- Kantnig (63)
- Kletschach (38)
- Krottendorf (148)
- Lichtpold (233)
- Neudorf (282)
- Ragain (154)
- Sand (99)
- Schleben (34)
- Stallhofen (227)
- Sternberg (79)
- Terlach (190)
- Trabenig (244)
- Umberg (367)
- Wernberg (635)
- Wudmath (63)
- Zettin (33)